# 西光寺 (常陸太田市谷河原町)
西光寺（さいこうじ）は、茨城県常陸太田市にある真宗大谷派の寺院。なお、当寺の約7キロメートル北西の同市下利員町に同名の寺がある。そちらの寺は真言宗であり、重要文化財の「木造薬師如来坐像」を所蔵しているが、現在は無住（住職不在）となっている。

## 歴史
鎌倉時代初期、唯円（鳥喰の唯円）の開基である。唯円は俗名「橋本綱宗」といい、武蔵国の楢山城の城主であったが、自分の息子が亡くなったことをきっかけに、家督を弟に譲り、諸国行脚の旅に出た。常陸国那珂郡鳥喰村（現・茨城県那珂市豊喰）の空き家に泊まったとき、自分が所持していた薬師如来が夢の中に出てきて、「稲田の聖人のもとを訪れよ。」と告げられた。その稲田草庵（現・西念寺）において浄土真宗宗祖の親鸞に出会い、親鸞の法話に感激して弟子入りを懇願し、「唯円」を名乗ることになった。そして、浄土真宗に帰依するきっかけとなった鳥喰の地に寺を創建した。
当初の名称は「円寿院本泉寺」であったが、1626年（寛永3年）に水戸藩初代藩主徳川頼房によって現在地に移転、その際に「鳥喰山無量光院西光寺」に改称した。

## 交通アクセス
- 谷河原駅より徒歩1分。